# Молоси (народ)
Вижте пояснителната страница за други значения на Молоси.
Молосите (гр. Μολοσσοί) са древен народ в Епир от времето на микенската култура. На североизток от молосите са чамите, на юг теспротите, а на север – илирите. Молосите участват в Епирската лига, а по-късно 150 хил. молоси са поробени от Римската империя. Областта, която са обитавали, остава с името Молосия.
Средновековният албански аристократ Йоан Музаки в своята летопис от 1515 г. твърди, че според семейното предание името на рода му Музаки (или Мусачи) произлиза от променена форма на „Молосачи“, което пък идва именно от молоси.
Оракулът на Додона в Епир се счита за молоски.